# Scutellaria tomentosa
Scutellaria tomentosa là một loài thực vật có hoa trong họ Hoa môi. Loài này được Bertol. miêu tả khoa học đầu tiên năm 1843.